# Akpınar (Kangal)
Akpınar is een dorp in het Turks district Kangal in de provincie Sivas. Het dorp ligt ongeveer 28 km ten zuidwesten van de stad Kangal en 88 km ten zuidoosten van de stad Sivas.

## Bevolking
In het dorp wonen uitsluitend nakomelingen van Krim-Tataren en Nogai; hun voorouders stichtten begin twintigste eeuw dit dorp, nadat ze tijdens de Russisch-Turkse Oorlog (1877-1878) gedwongen moesten vluchten. Later vestigden ook enkele Karapapakse families.
| Jaar     | 2000 | 2015 | 2020 |
| -------- | ---- | ---- | ---- |
| Inwoners | 80   | 57   | 75   |